# Allegan County
Allegan County är ett administrativt område i delstaten Michigan, USA. År 2010 hade countyt 111 408 invånare. Den administrativa huvudorten (county seat) är Allegan. 

## Geografi
Enligt United States Census Bureau så har countyt en total area på 4 748 km². 2 143 km² av den arean är land och 2 605 km² är vatten.

### Angränsande countyn
- Ottawa County - nord
- Kent County - nordost
- Barry County - öst
- Kalamazoo County - sydost
- Van Buren County - söder
- Lake County, Illinois - sydväst
- Kenosha County, Wisconsin - väst
- Racine County, Wisconsin - nordväst